# Liste der Monuments historiques in Champagney (Doubs)
Die Liste der Monuments historiques in Champagney führt die Monuments historiques in der französischen Gemeinde Champagney auf.

## Liste der Immobilien
| Bezeichnung | Beschreibung                                | Standort                          | Kennzeichnung | Schutzstatus | Datum | Bild |
| ----------- | ------------------------------------------- | --------------------------------- | ------------- | ------------ | ----- | ---- |
| Wohnhaus    | gewölbter Saal über Keller, 16. Jahrhundert | 2b chemin du Vieux Village (Lage) | PA00101794    | Inscrit      | 1992  |      |